# Бронежилетка
Бронежилетка е персонална защитна броня в съвремието. Най-често представлява защита за торса, но може да бъде и за цялото тяло. Съвременните бронежилетки се изработват от материали, способни да задържат куршуми или осколки и да поглъщат (разсейват) тяхната енергия.

## История
Човечеството винаги е водило война. По тази причина при използването на нападателно оръжие винаги стремежът е бил да се намали ефекта от вражеските оръжия. Така възниква персоналната броня. Най-близкият исторически аналог е кирасата. Самата дума означава кожен нагръдник (Cuirie), фр. Cuir Bouilli, т.е. „варена кожа“, отразяващо технологията на изработка от нагрята във вода волска кожа с цел придаване подходяща за човешки торс ергономична форма.
Кирасата е имала много варианти на носещата конструкция от кожа, сплъстена вълна (кече) и покривни материали за увеличаване на устойчивост. Използвали са се плочки от метали като мед и желязо.
В Микенска Гърция са съществували персонални брони за бойците в колесници, имащи такава дължина, че да защитават цялото тяло заедно с главата и крайниците, но това е съобразено с тогавашната бойна тактика и по-късно със замяната с хоплити. Хоплитът носел торакс – бронзова кираса.
През средновековието с широка популярност се е ползвал гамбезонът, броня от наложени пластове тъкан с вложени конски косми, вата/кече, слама и т.н., която концептуално е най-близка до съвременните бронежилетки.

## Предистория
Бронежилетки за скрито носене от стоманени пластини се появяват в началото на 1890-те години (през март 1891 г. при нападение над премиер-министъра на България Стефан Стамболов той оцелява благодарение на такава). След убийството на президента на САЩ Уилям Маккинли през септември 1901 г. създаването на персонална бронежилетка се разглежда на заседание на конгреса на САЩ.

## Съвремие
Съвременните бронежилетки се изработват от текстилна тъкан от кевлар (среща се често като арамид, техническия термин е „пара-арамидно влакно“) в много слоеве с малка обща дебелина – около сантиметър. Защитават предимно торса при цивилните варианти за скрито носене и врата и слабините при армейските. Допълнителни защитни елементи са бронеплочи на гърдите като най-рискова зона за попадение от огнестрелно оръжие.
Докато бронежилетката може да спре основно куршум с тъп връх или необлечен, тя и носещият я човек пак ще поемат импулса на куршума. Даже без да пробият жилетката, големокалибрените куршуми имат достатъчно енергия, за да нанесат травма зад точката на попадение. По тази причина под съвременните армейски жилетки се носят амортизиращи панели от тънка метална пластина, облечена в пенопластмаса. От друга страна, някои куршуми могат да пробият бронежилетката, но нанасят малко поражения на носещия я, поради загубата на скорост и малката им маса. Текстилните бронежилетки не защитават от остри предмети, които проникват между влакната на тъканта без да ги повреждат. Устойчивостта им към разрязващи влакната въздействия също отстъпва сериозно – примерно стрела с режещ накрайник, изстреляна от съвременен механичен лък или арбалет, както и остър осколък могат да пробият арамидна бронежилетка, защитаваща от автоматни изстрели, а предназначените за защита от пистолетни патрони нерядко биват пробивани при удар с нож. По тази причина в бронежилетките, осигуряващи защита от експлозии и хладно оръжие, се добавят слоеве метална мрежа, а понякога и метални или керамични пластини. За да се ограничи масата, при такива бронежилетки обикновено степента на защита от огнестрелно оръжие е намалена.mini|Diensthund mit Schutzweste

## В изкуството
Във филма по сценарий на Николай Хайтов "Капитан Петко войвода", главният герой демонстрира как може да се спаси от куршумите на преследвачите си с помощта на чували с вълна.